# Масляный фильтр

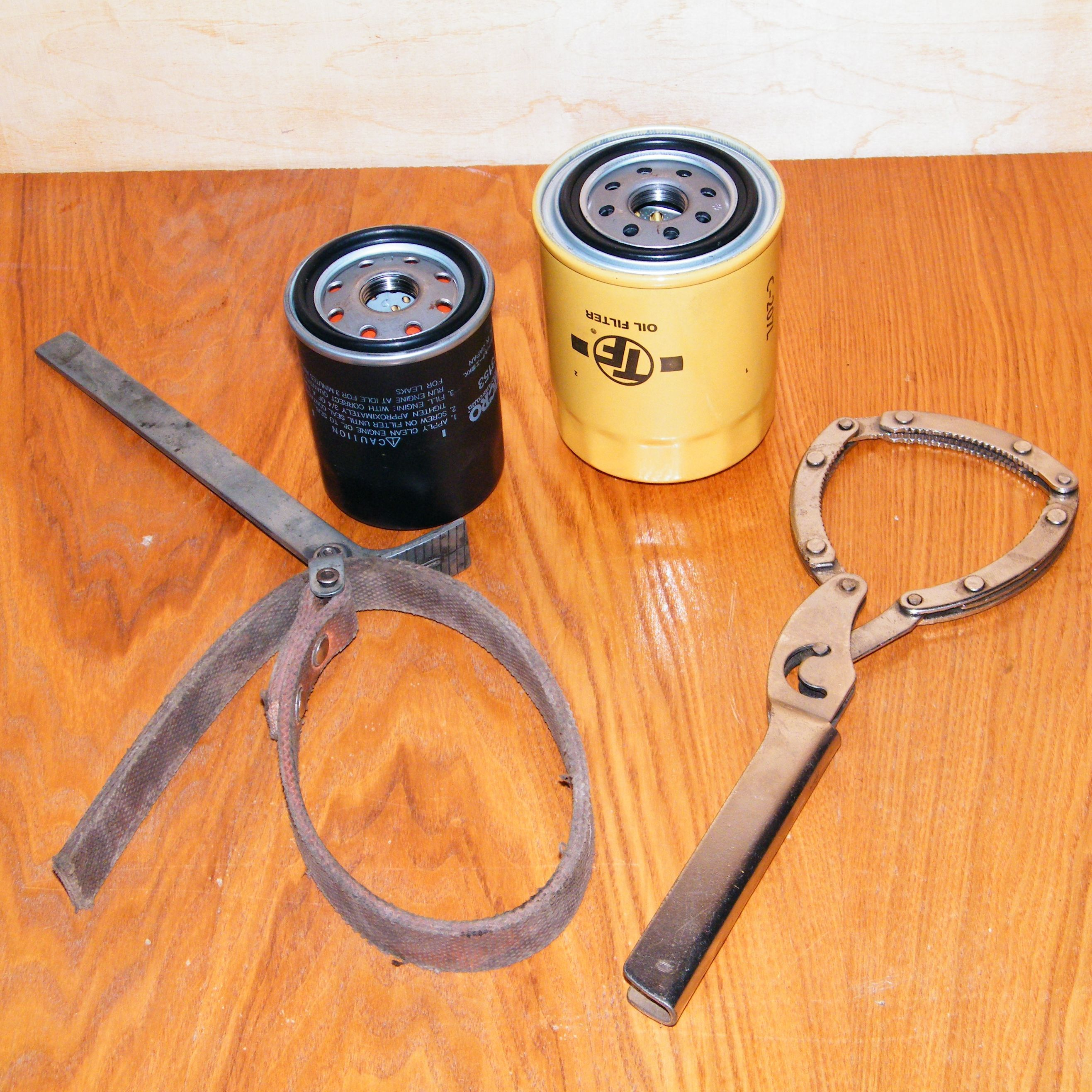
Одноразовые полнопоточные масляные фильтры, ременный и сегментный ключи для снятия фильтра с двигателя. Через периферийные отверстия масло поступает в фильтр, через центральное — выходит из фильтра в магистраль. Под периферийными отверстиями находится лепестковый противодренажный клапан.

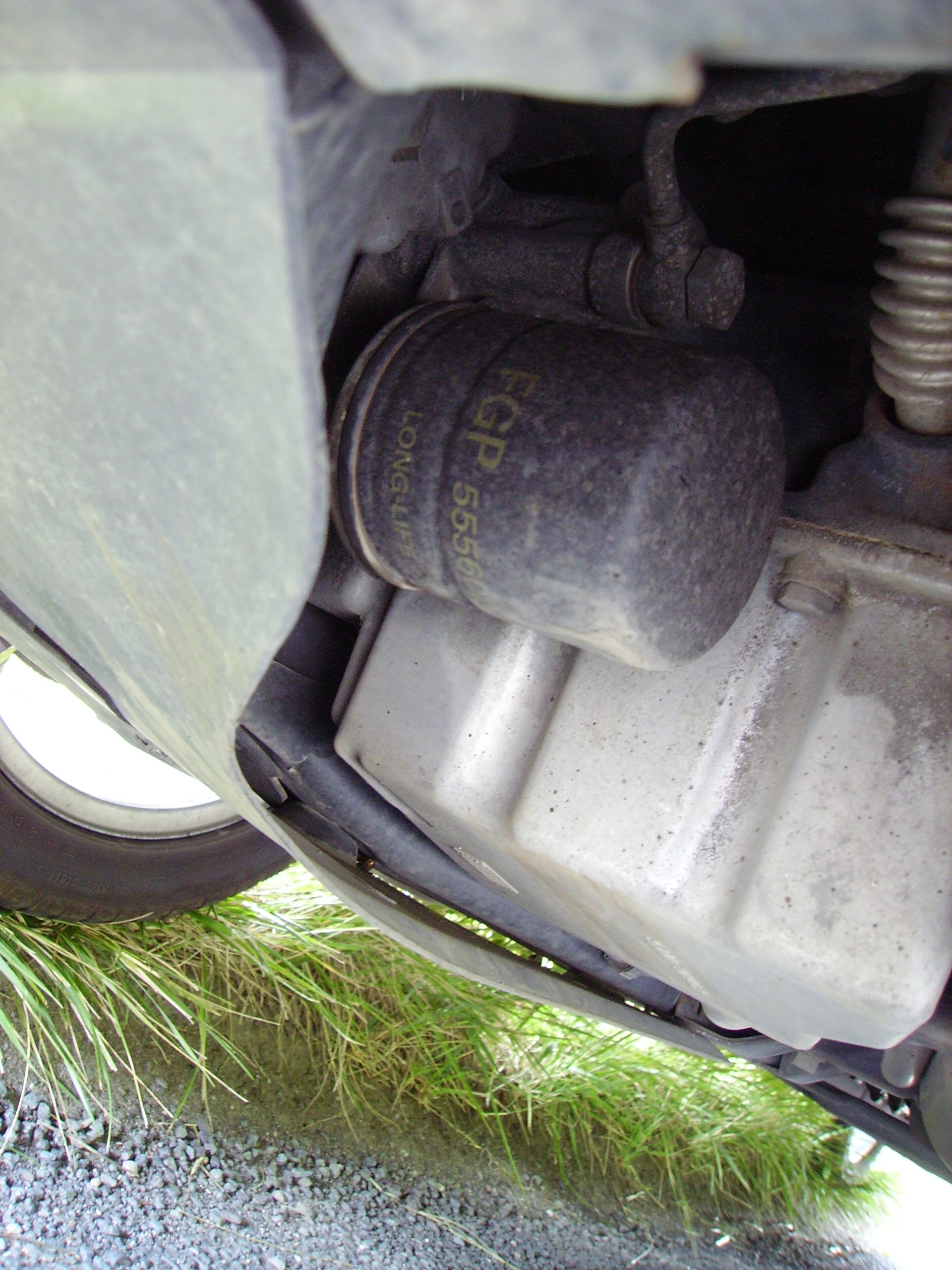
Одноразовый полнопоточный масляный фильтр, установленный на двигателе легкового автомобиля

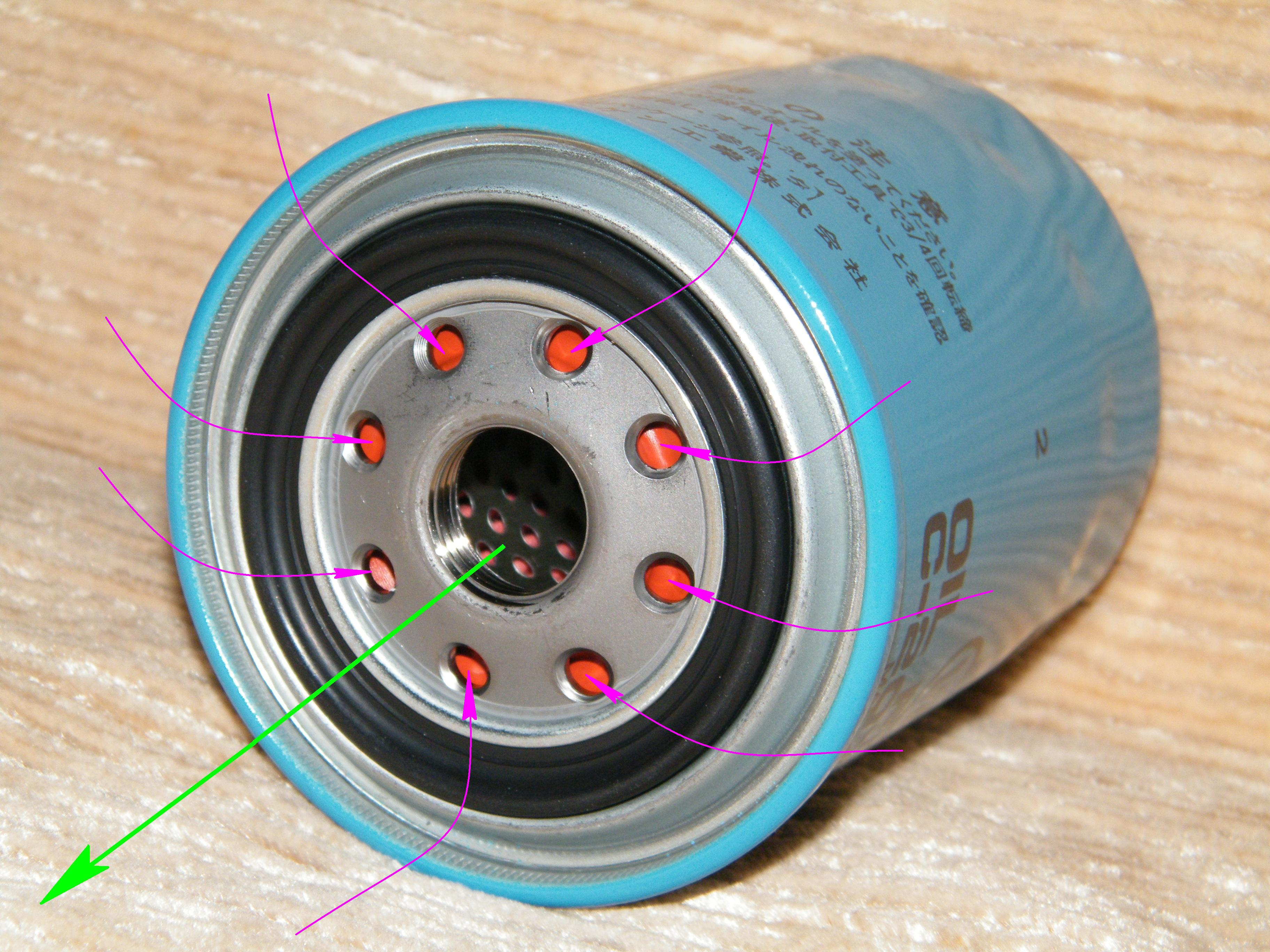
Полнопоточный масляный фильтр, стрелками обозначен вход неочищенного масла и выход очищенного.

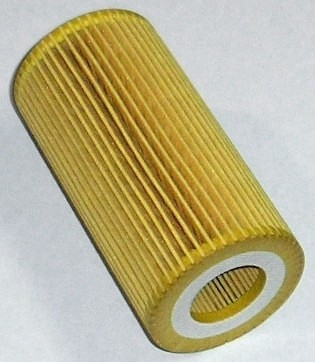
На многих автомобилях (например, Москвич-412, ГАЗ-24) устанавливались не одноразовые полнопоточные масляные фильтры, а масляные фильтры со сменным фильтрующим элементом. На фото сменный фильтрующий элемент автомобиля Volvo S40.

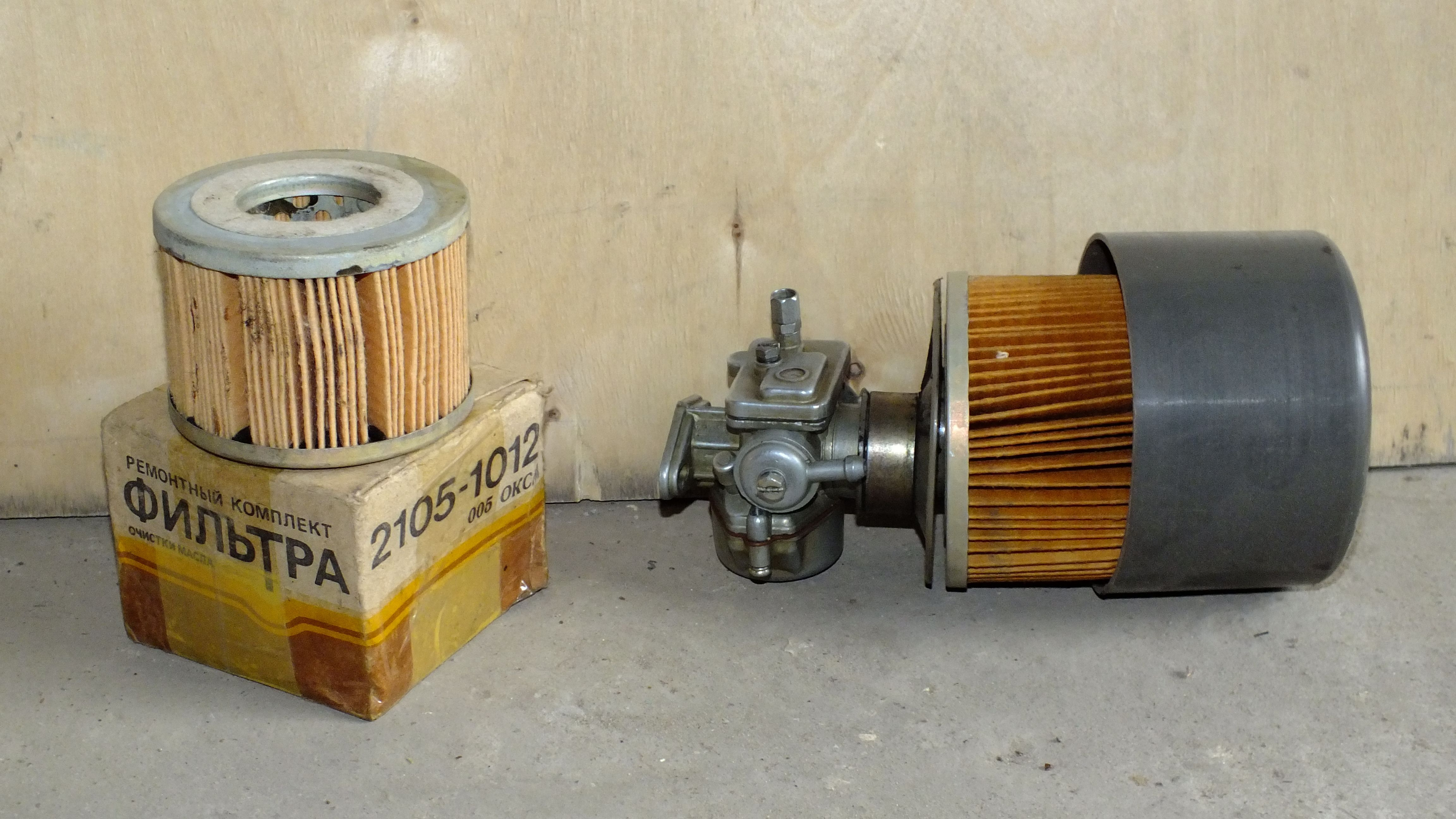
В СССР для автомобилей «Жигули» выпускались не только одноразовые, но и многоразовые разборные фильтры. Сменный элемент масляного фильтра также использовался как воздушный фильтр для малогабаритных карбюраторных двигателей.

Ма́сляный фи́льтр — устройство, предназначенное для удаления загрязнений из моторных, компрессорных, турбинных, трансмиссионных, смазочных масел, гидравлических жидкостей (жидкость для автоматической коробки перемены передач, жидкость для гидравлического усилителя рулевого управления) и др.
Очень похоже устроены и топливные фильтры (очистка бензина, керосина или дизельного топлива), но у масляных фильтров как правило есть перепускной клапан.

## История и обзор конструкций масляных фильтров

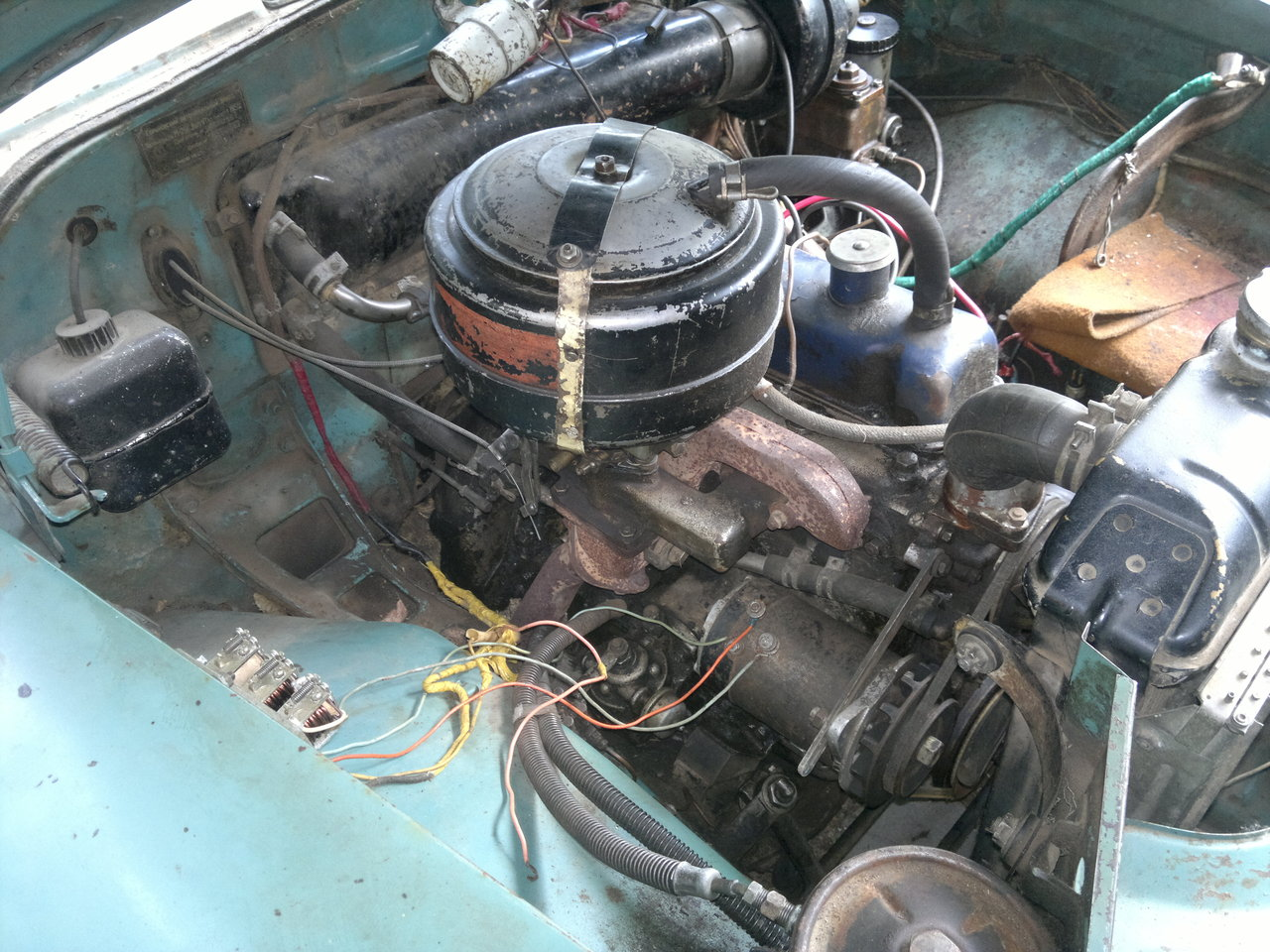
Двигатель автомобиля ГАЗ-21
Внизу в правом углу — неполнопоточный фильтр тонкой очистки, левее — полнопоточный фильтр грубой очистки, видна рукоятка проворачивания пластинчатого фильтрующего элемента.

В центре — двигатель ГАЗ-69, отмечен масляный фильтр тонкой очистки, указано расположение фильтра грубой очистки.
Слева — сменный фильтрующий элемент, устанавливался в фильтры тонкой очистки автомобилей ГАЗ-69, «Победа» М-20, «Волга» ГАЗ-21 и др.
Справа — ГАЗ-69, масляный фильтр грубой очистки.

Развитие моторостроения было тесно связано и даже в значительной степени определялось прогрессом в области химии горюче-смазочных материалов, в то же время, появление новых сортов смазочных масел с более высокими эксплуатационными качествами требовало совершенствования системы их очистки.
На заре двигателе- и автомобилестроения масляные фильтры не устанавливались. Первый автомобильный масляный фильтр был предложен в 1923 году Эрнестом Свитлендом и Джорджом Х. Гинхалдом и запатентован под торговой маркой Purolator. Этот фильтр был неполнопоточным: через фильтр протекала только небольшая часть масла, основной же объём моторного масла из насоса попадал в масляную магистраль напрямую, без фильтрации. Двадцать лет спустя появился первый полнопоточный фильтр, в котором всё масло, прежде чем попасть в двигатель, проходило процедуру фильтрации. На серийные машины одной из первых их стала устанавливать фирма Chrysler в конце 1940-х годов. Тем не менее, вплоть до середины 1950-х годов масляный фильтр оставался на многих автомобилях дополнительным оборудованием, предлагаемым за доплату: очень короткий срок службы масла до замены позволял обходиться без очистки, считалось, что фильтр требуется лишь при особо тяжёлых условиях эксплуатации. Например, рядный шестицилиндровый двигатель Chevrolet 235 Blue Flame (1941—1962) вообще никогда не имел штатного масляного фильтра, так же, как и Ford Flathead V8 (1932—1953) — неполнопоточный фильтр предлагался только за доплату.
В СССР, с характерными для него тяжёлыми дорожными условиями, система очистки масла достаточно быстро стала неотъемлемой принадлежностью автомобиля. Так, оригинальная двухступенчатая система фильтрации со 100%-й очисткой масла для двигателя ГАЗ-11 была спроектирована именно на ГАЗе — американский прототип мотора имел только неполнопоточный фильтр тонкой очистки, подключенный параллельно масляной магистрали, так что при каждом обороте в системе смазки фильтрации подвергалось лишь небольшая часть масла. На автомобилях, разработанных до конца 1950-х годов, использовалась аналогичная система с двухступенчатой фильтрацией, включавшая два фильтра — грубой (полнопоточный) и тонкой (неполнопоточный) очистки.
Фильтр грубой очистки состоял из набора чередующихся стальных пластин и звёздочек, собранных на стержне, который можно было проворачивать за рукоятку — такой фильтр задерживал лишь частицы размером от 120 микрон (0,12 мм) и более. В зазоры между фильтрующими пластинами входили неподвижные очищающие пластины, при провороте которых посредством специальной рукоятки загрязнения извлекались из щелей и попадали в отстойник — эту процедуру инструкция по эксплуатации рекомендовала производить ежедневно после поездки.
Фильтр тонкой очистки был подключен параллельно с фильтром грубой очистки, он имел сменный элемент из фильтровального картона, отлавливающий частицы размером 5 микрон и даже менее. Через него проходило лишь порядка 10 % от общего объёма масла, причём после фильтрации оно не направлялось в масляную магистраль, а сливалось в картер двигателя, где смешивалось с неочищенным.
При замене масла требовалось выкручивать резьбовые пробки и сливать отстой из корпусов фильтров.
Такая двухступенчатая система очистки (а на иностранных автомобилях — неполнопоточный фильтр тонкой очистки) использовались в силу того, что масла тех лет не обладали диспергирующими (разделяющими) свойствами — то есть, загрязнения в них быстро слипались в крупные асфальто-смолистые частицы, способные быстро забить любой фильтр тонкой очистки (именно поэтому в полнопоточном фильтре грубой очистки имелась рукоять для очищения фильтровальных пластин). Для того, чтобы увеличить срок службы фильтра тонкой очистки, а также ввиду его низкой пропускной способности, поток масла через него приходилось искусственно ограничивать, жертвуя качеством очистки.
Так как проходила через неполнопоточный фильтр тонкой очистки и эффективно очищалась лишь малая часть находящегося в обороте масла, со временем в нём всё равно накапливались пропущенные фильтром грубой очистки и не попавшие в фильтр тонкой очистки загрязняющие частицы, образовавшиеся в результате естественного износа двигателя (в основном от истирания коренных и шатунных вкладышей). Это диктовало очень малый срок службы масла — его замена требовалась через каждые 2…3 тысячи километров, так как за этот пробег в масле накапливалось до 1,5 % загрязняющих частиц. Качество самого масла при этом не играло роли — накопление загрязнения было следствием именно его неполной очистки, так что при использовании в двигателе с такой системой очистки современных[когда?] сортов моторных масел интервал между его заменами такой же, как и у автолов.
Более того — система с неполнопоточным фильтром в принципе способна полноценно работать лишь с маслами, не содержащими диспергирующей и моющей присадок (категорий API SA и SB). При использовании в оснащённых ей двигателях масел более высоких категорий, содержащих данные присадки, фильтр грубой очистки (если он присутствует) вообще перестаёт выполнять свои функции, так как благодаря работе присадок в масле не содержится достаточно крупных для этого частиц. Прошедшее через него практически без очистки масло попадает в фильтр тонкой очистки, где содержащиеся в нём в аномально больших количествах мелкие загрязняющие частицы очень быстро забивают поры картонного фильтрующего элемента, повышая его гидравлическое сопротивление вплоть до полного прекращения тока масла через него. В результате двигатель начинает работать на нефильтрованном масле, идущем в обход забитого неполнопоточного фильтра тонкой очистки и практически без очистки проходящем через полнопоточный фильтр грубой очистки (при его наличии). При таких условиях работы срок службы масла определяется тем, насколько быстро в нём накопится «критическая масса» загрязнений, что происходит примерно за те же 2…3 тысячи километров пробега или даже быстрее, вне зависимости от свойств самого масла. В настоящее время в двигателях, оснащённых системой фильтрации масла с неполнопоточным фильтром, рекомендуется использовать индустриальные масла без присадок с подходящей вязкостью, аналогичные автолам, либо специальные масла для классических автомобилей с пометкой non-detergent/dispersant («без моющих и диспергирующих присадок»), содержащие только противоизносные и противоокислительные присадки (категории API SB).
Лишь с конца 1950-х — начала 1960-х годов, после появления более совершенных масел, содержащих в своём составе комплексную присадку, появилась возможность осуществить одновременную фильтрацию всего масла, поступающего в масляную магистраль. Это стало возможным благодаря тому, что система «масло-грязь», подвергнутая воздействую диспергирующей присадки, становится более однородной, в ней не происходит выпадения осадка и образования крупных асфальто-смолистых частиц. Кроме того, исследования показали, что мелкие частицы органического происхождения размером менее 5 микрон, составляющие до 90 % загрязнения в масле, практически безвредны для двигателя, а основной износ вызывают абразивные неорганические частицы размером более 15 микрон, являющиеся продуктами износа самого двигателя, которые и имеет смысл удалять из масла при фильтрации.
Именно тогда получили распространение полнопоточные фильтры — вначале со сменным фильтрующим элементом, а затем и полностью одноразовые (snap-on). Это позволило весьма значительно увеличить межсервисный интервал и одновременно повысить долговечность двигателей, так как в них обеспечивалась эффективная 100%-я очистка всего находящегося в обороте масла. Как правило, такой фильтр задерживает частицы размером более 25-30 микрон (0,025-0,03 мм). Некоторые модели имеют неполнопоточную вторую ступень очистки, задерживающую частицы размером более 5-10 микрон.
Каждый масляный фильтр имеет перепускной клапан, который при превышении разницы между давлением масла до и после фильтра определённого порога начинает перепускать неочищенное масло дальше в масляную магистраль, в обход фильтра. Дело в том, что при очень сильном загрязнении фильтрующего элемента, или после долгой стоянки зимой, когда вязкость холодного масла очень сильно увеличивается (в 100 раз и более по сравнению с вязкостью при рабочей температуре), значительно возрастает гидравлическое сопротивление фильтра, и если бы перепускной клапан не стравливал неочищенное масло в магистраль — оно почти не подавалось бы в пары трения и двигатель испытывал бы масляное голодание, что намного опаснее работы на неочищенном масле. Перепускной клапан масляного фильтра не следует путать с редукционным клапаном в самой масляной магистрали, который срабатывает при превышении максимально допустимого значения давления масла в системе, сбрасывая его излишек из масляной магистрали в картер. Назначение их противоположно — перепускной клапан поддерживает давление в масляной магистрали, не допуская его падения при резком увеличении сопротивления фильтра, а редукционный — наоборот, его снижает, чтобы не допустить повреждения системы смазки при аварийно высоком давлении масла
В современных[когда?] одноразовых полнопоточных масляных фильтрах устанавливается противодренажный клапан, препятствующий стеканию масла в поддон при неработающем двигателе. Если этот клапан неисправен (плохое качество сборки) — то после запуска двигателя контрольная лампа, сигнализирующая о низком давлении в магистрали будет гореть дольше обычного.

## Типы фильтров

### Механические
В этих фильтрах для удаления примесей используется фильтрация. Наиболее распространённый тип фильтров на сегодня. В современных автомобилях такие фильтры, как правило, выполнены в неразборном корпусе (одноразовые). При загрязнении такие фильтры снимаются с агрегата и заменяются новыми. Впрочем также существуют и масляные фильтры со сменным фильтрующим элементом, корпус разборный. Механические фильтры получили широкое распространение в системах объёмного гидропривода (гидравлические подъемники, краны).
Конструктивно выделяют следующие типы механических фильтров:
- бумажные (картонные);
- сетчатые;
- войлочные;
- проволочные;
- пластинчатые и др.

Бумажные и войлочные фильтры относят к фильтрам тонкой фильтрации, а сетчатые, пластинчатые и проволочные — к фильтрам средней и грубой фильтрации, при этом строгой границы между фильтрами тонкой фильтрации и фильтрами, например, средней фильтрации не существует. В некоторых системах используются оба типа фильтров.

### Гравитационные фильтры (отстойники)

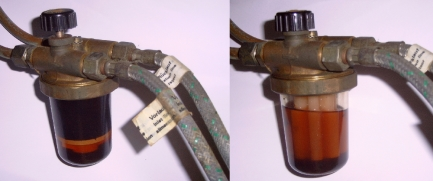
Комбинированный фильтр-отстойник. Периодически необходимо откручивать прозрачный «стакан» и выливать загрязнённое масло.

Принцип действия основан на осаждении под действием силы тяжести частиц, имеющих бо́льшую плотность, чем смазочное масло. Отстойник имеет значительно бо́льший объём, чем подводящие и отводящие трубопроводы, скорость потока масла значительно снижается и происходит выпадение тяжёлых примесей в осадок.
Применяются, как правило, совместно с фильтрующим элементом грубой или тонкой очистки. При очередном техобслуживании водитель откручивает резьбовую пробку отстойника и сливает часть масла с содержащимися в отстое примесями.
С современными моторными маслами такие фильтры практически не работают, так как содержащиеся в них присадки не дают загрязнению выпадать в осадок. В основном фильтры-отстойники используются в промышленном оборудовании для фильтрования индустриального (машинного) масла.

### Центробежные фильтры (центрифуги)

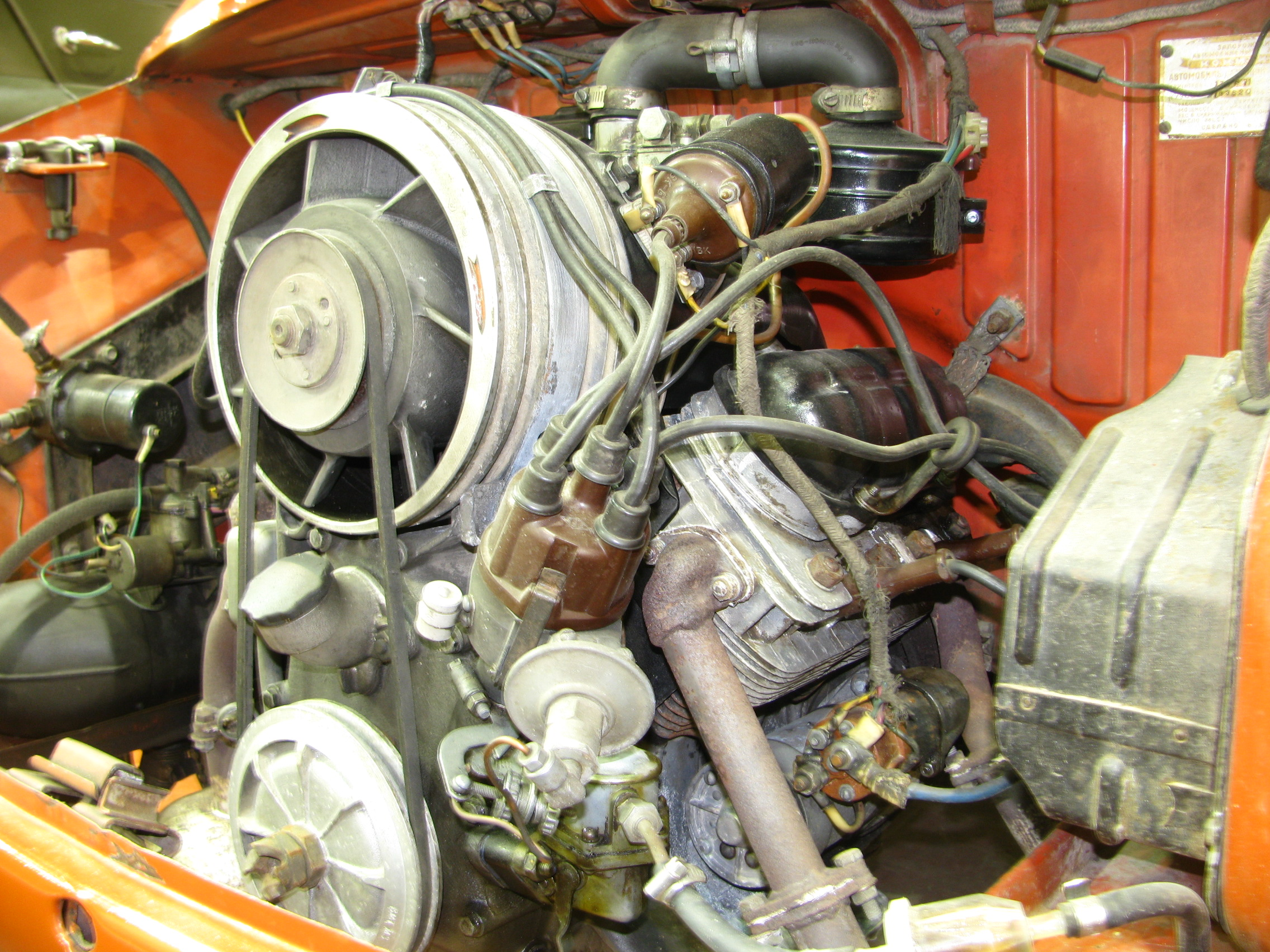
Двигатель ЗАЗ-965.
Корпус ведущего шкива привода автомобильного генератора и осевого вентилятора системы охлаждения одновременно являлся центробежным масляным фильтром.

Разновидность гравитационных фильтров, с той разницей, что сила тяжести заменяется так называемой «центробежной силой» в центрифуге.
Довольно широко применяются в двигателестроении, как самостоятельно, так и в комбинации с фильтром грубой или тонкой очистки.
Например, на автомобилях «Запорожец» корпус центробежного полнопоточного масляного фильтра находится на переднем конце коленчатого вала, крышка фильтра одновременно является шкивом осевого вентилятора воздушного охлаждения двигателя (автомобильный генератор на «Запорожцах» объединён с вентилятором). При техобслуживании водитель должен был снять клиновой ремень, а затем крышку фильтра и очистить её изнутри.
На грузовых автомобилях стоят центрифуги, вращающиеся за счёт реактивных сил, возникающих при истечении масла из ротора. Струя масла разделяется на более твёрдые частицы, которые оседают в крышке фильтра и на очищенное масло, поступающее в масляную магистраль.
Центробежные масляные очистители стоят на двигателях автомобилей ГАЗ-53, ЗИЛ-130, КАМАЗ и др. Если прислушаться к только что выключенному двигателю автомобиля ЗИЛ-130, то можно услышать равномерный затихающий гул, это по инерции продолжает вращаться центрифуга. На автомобилях ГАЗ-53 могут устанавливаться как центробежные масляные очистители, так и полнопоточные фильтры со сменным элементом. На дизельных двигателях КАМАЗ-740 стоит двухсекционный масляный насос, одна секция подаёт масло через два полнопоточных фильтра со сменными элементами в магистраль, а вторая секция маслонасоса работает только на центрифугу, очищенное масло сливается в поддон.

### Магнитные фильтры

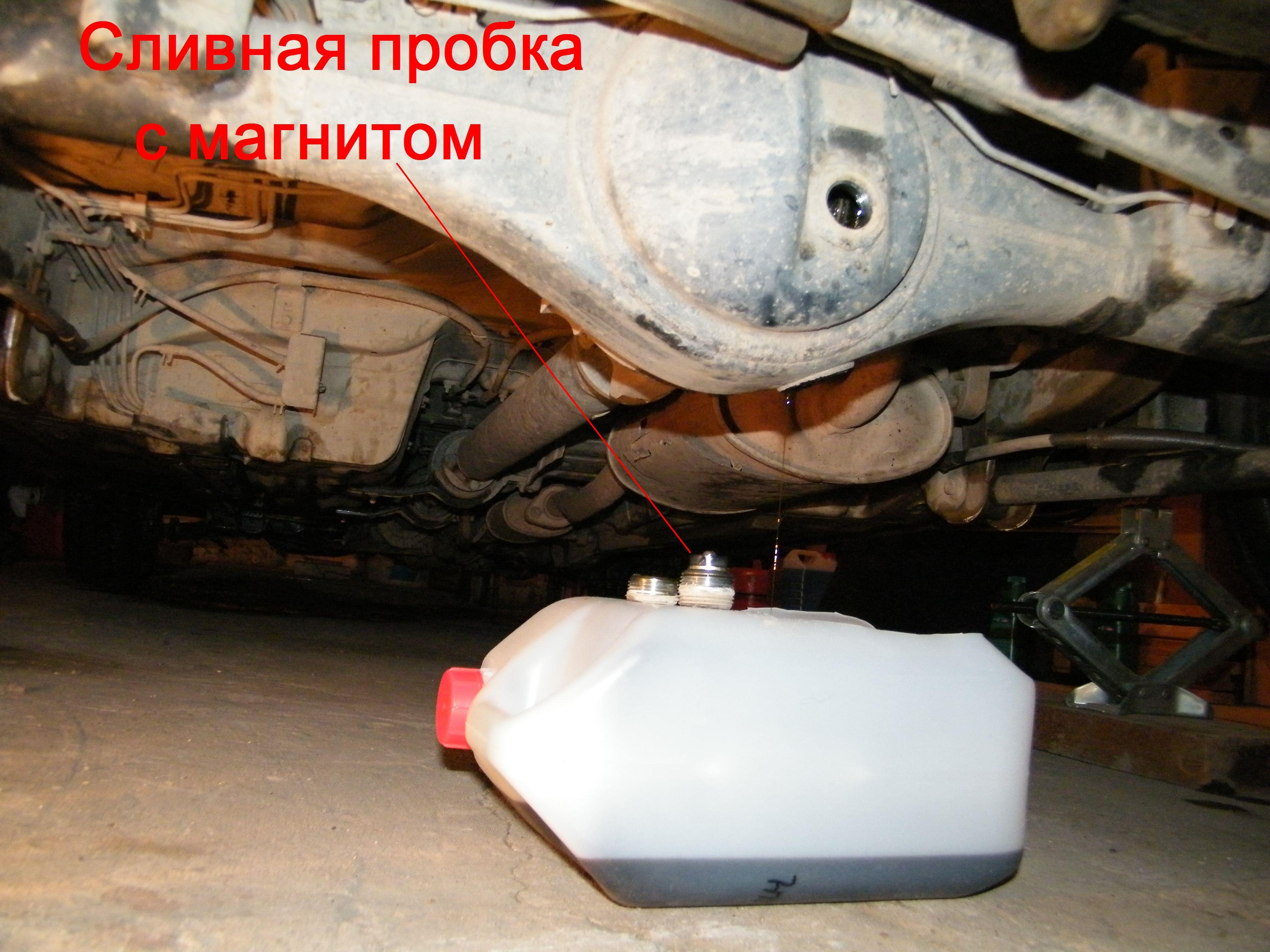
Замена трансмиссионного масла в заднем мосту. Сливная пробка с магнитом, улавливающим металлическую пыль.

Этот тип фильтров использует магнит или электромагнит для удаления ферромагнитных загрязняющих веществ. Наиболее часто встречается магнит, встроенный в сливную резьбовую пробку поддона двигателя или коробки передач. При смене масла пробка выкручивается и с неё удаляется прилипшая стальная стружка.
Поскольку большая часть загрязнений в исправном двигателе внутреннего сгорания имеет немагнитную природу (в основном это продукты износа вкладышей коренных и шатунных подшипников коленчатого вала, рабочие поверхности которых состоят обычно из баббита или алюминия), для его очистки магнитные фильтры малоэффективны. В агрегатах трансмиссии, напротив, основная масса загрязняющих частиц притягивается магнитом.

## Тонкость фильтрации

Условное графическое обозначение фильтра на гидросхемах.

Для оценки тонкости фильтрации существуют два параметра — номинальная тонкость фильтрации и абсолютная тонкость фильтрации. Номинальная тонкость фильтрации — это размер частиц, задерживаемых фильтром на 95 %, абсолютная тонкость фильтрации — это размер частиц, полностью задерживаемых фильтром. В отечественной практике принято оценивать фильтры по номинальной тонкости фильтрации. Например, в дорожно-строительной технике номинальная тонкость фильтрации большинства фильтров систем гидропривода составляет 25-40 мкм. В авиации требования к фильтрации жёстче, и номинальная тонкость фильтрации большинства фильтров составляет 5 мкм и менее.
Чем тоньше фильтрация, тем большее сопротивление оказывает потоку жидкости фильтр, но, с другой стороны, тем меньшее влияние оказывают загрязнения в рабочей жидкости на износ деталей гидрооборудования.